# Boemia ai Giochi della IV Olimpiade
La Boemia partecipò ai Giochi della IV Olimpiade che si sono svolti a Londra dal 25 agosto all'11 settembre 1908, con una delegazione di 19 atleti impegnati in cinque discipline.